# Andy Beshear
Andrew Graham Beshear, detto Andy (Louisville, 29 novembre 1977), è un politico e avvocato statunitense, governatore del Kentucky dal 2019 ed in precedenza procuratore generale dello stesso stato dal 2016 al 2019. Beshear è membro del Partito Democratico.

## Biografia
Nato a Louisville, nel Kentucky, è figlio di Steve Beshear, governatore dello Stato dal 2007 al 2015, e Jane Beshear, nata Klinger. Ha frequentato la Henry Clay High School di Lexington, laureandosi con lode in scienze politiche e antropologia all'Università Vanderbilt per poi conseguire il dottorato in giurisprudenza all'Università della Virginia.
Nel 2005 fu assunto dallo studio legale Stites & Harbison, per conto del quale rappresentò gli sviluppatori dell'oleodotto Bluegrass Pipeline.

### Procuratore generale del Kentucky (2016-2019)
Seguendo la carriera legale si presentò con il Partito Democratico alle elezioni del 2015 per la nomina di Procuratore generale del Kentucky. Beshear vinse le elezioni con un margine dello 0,2% contro il candidato repubblicano Whitney Westerfield.

### Governatore del Kentucky (2019-)
Nel 2019, al termine del suo mandato come procuratore generale, piuttosto che tentare di ottenere un secondo mandato, si candidò come Governatore del Kentucky sempre con il Partito Democratico, scegliendo come sua vice Jacqueline Coleman.
Annunciando la sua candidatura disse di voler fare della pubblica istruzione la sua priorità. Nel maggio dello stesso anno vinse le primarie del partito, sconfiggendo in seguito il candidato repubblicano, nonché governatore uscente, Matt Bevin con un margine dello 0,37%. All'indomani delle elezioni Bevin dichiarò che erano state commesse gravi irregolarità nel processo elettorale non riconoscendone il risultato, tuttavia Beshear fu comunque dichiarato vincitore.
Il 7 novembre 2023 è stato riconfermato per un secondo mandato, vincendo con il 52,5% dei voti contro l'avversario del Partito Repubblicano Daniel Cameron nell'ambito delle elezioni governatoriali.
Beshear è stato inoltre preso in considerazione per una sua ipotetica scelta come candidato Vicepresidente degli Stati Uniti d'America in ticket con la candidata Presidente Kamala Harris nelle elezioni presidenziali negli Stati Uniti d'America del 2024, scelta poi ricaduta sul Governatore del Minnesota Tim Walz.

## Vita privata
Beshear è sposato con Britainy. Entrambi sono membri della Chiesa cristiana (Discepoli di Cristo) e hanno due figli.